# باشگاه فوتبال زنان اتحاد
باشگاه فوتبال زنان اتحاد یک باشگاه فوتبال زنان است که در شهر امان اردن واقع شده است.